# Artéria bucal
A artéria bucal é pequena e corre obliquamente adiante, entre o pterigóideo interno e a inserção do músculo temporal, para a superfície externa do bucinador, para o qual é distribuída, anastomosando-se com ramos da artéria maxilar externa e com a artéria infraorbital.